# Bruce Adler
Bruce Joseph Adler (New York, 27 novembre 1944 – Davie, 25 luglio 2008) è stato un attore statunitense.

## Biografia
Si è sposato due volte: prima nel 1983 con Isabelle Farrell da cui ha divorziato nel 2002 e nel 2003 si è risposato con la regista Amy London con cui è rimasto fino alla morte. Dalla seconda moglie ha avuto un figlio, Jacob Hayden, nato nel 2007.
Ha preso parte in alcuni film anche come doppiatore, in parti cantate.
È morto nel 2008 per un cancro al fegato.

## Filmografia

### Doppiaggio
- La bella e la bestia (1991)
- Aladdin (1992) - parte cantata
- Aladdin e il re dei ladri (1996) - parte cantata

## Riconoscimenti
- 1991 – Drama Desk Award Migliore attore non protagonista in un musical per Those Were the Days